# La Semence (parabole)
Pour les articles homonymes, voir Semence.
Le texte de l'Évangile selon Marc appelé La Semence ou encore La Graine poussant secrètement est une parabole de  Jésus-Christ qui relate les qualités données par Dieu aux hommes afin que l'humanité prospère. Elle fait partie du Sondergut de cet évangile.

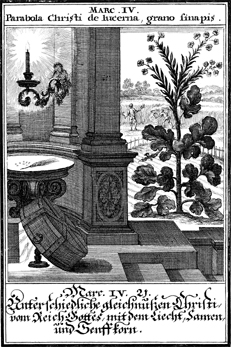
Un dessin sur cette parabole et sur celle qui la précède: La Lampe.

## Texte
Évangile de Jésus Christ selon saint Marc, chapitre 4, versets 26 à 29 :
« Il dit encore : Il en est du royaume de Dieu comme quand un homme jette de la semence en terre ; qu'il dorme ou qu'il veille, nuit et jour, la semence germe et croît sans qu'il sache comment. La terre produit d'elle-même, d'abord l'herbe, puis l'épi, puis le grain tout formé dans l'épi; et, dès que le fruit est mûr, on y met la faucille, car la moisson est là. »
Traduction d'après la Bible Louis Segond.